# 金受
金受（?—?），战国时期秦国丞相。前297年，金受取代来自齐国的孟尝君薛文（田文）担任秦国的丞相。赵国楼缓也担任丞相。《战国策》作金投，和楼缓一样，是赵国大臣亲秦国者，周最曾对金投说：“公负全秦与强齐战”。